# Polyosma rampae
Polyosma rampae är en tvåhjärtbladig växtart som beskrevs av W.N.Takeuchi. Polyosma rampae ingår i släktet Polyosma och familjen Escalloniaceae. Inga underarter finns listade i Catalogue of Life.